# Palazzo Borea d'Olmo
Il Palazzo Borea d'Olmo è uno storico palazzo barocco di Sanremo in Liguria.

## Storia
L'edificio si venne a formare in seguito a numerose campagne di costruzione susseguitesi nei secoli a partire da un nucleo tardomedievale, acquisendo le forme attuali tra il XVII e il XVIII secolo. L'edificio è stato abitato in maniera ininterrotta dai membri della famiglia Borea d'Olmo, un'antica casata di origine venete della quale il palazzo porta tutt'oggi il nome. Il Palazzo è stato nel corso dei tempi spesso al centro delle vicissitudini della storia locale, ospitando un gran numero di principi, re e altre importanti personalità, tra le quali la regina Elisabetta di Spagna, il re Carlo Emanuele III, il pittore Jean Honoré Fragonard, papa Pio VII e il principe Filippo di Edimburgo.
Il palazzo, tuttora proprietà della famiglia Borea d'Olmo, ha ospitato il Museo Civico cittadino fino al 2017, anno nel quale è stato spostato nell'edificio seicentesco Palazzo Nota, di proprietà comunale.

## Descrizione
In seguito alla progressiva alienazione dei giardini che circondavano il palazzo, questo è venuto a trovarsi direttamente prospiciente verso meridione sulla via Matteotti, il corso principale della città, a brevissima distanza dal teatro Ariston. I prospetti sono caratterizzati dalla presenza di un ampio cornicione di gusto rinascimentale, che ben si armonizza con il restante apparato decorativo di stile barocco-manierista.
Il portale principale in marmo è sormontato da una statua della Madonna del Montorsoli, allievo di Michelangelo, autore anche della statua marmorea del San Giovanni Battista che sormonta il secondo portale in marmo affacciato su via Cavour.
L'atrio monumentale del palazzo, di stile genovese, presenta colonne e balaustre in marmo, una breve scalinata e soffitti a volta. I saloni interni sono decorati da affreschi attribuibili al pittore Maurizio Carrega, mentre le loro volte recano affreschi tardo secenteschi, opera del pittore Giovanni Battista Merano.
All'interno dell'edificio trova infine spazio una piccola cappella con altare marmoreo e una statua della Vergine Immacolata forse opera dello scultore Giacomo Antonio Ponsonelli.

## Galleria d'immagini

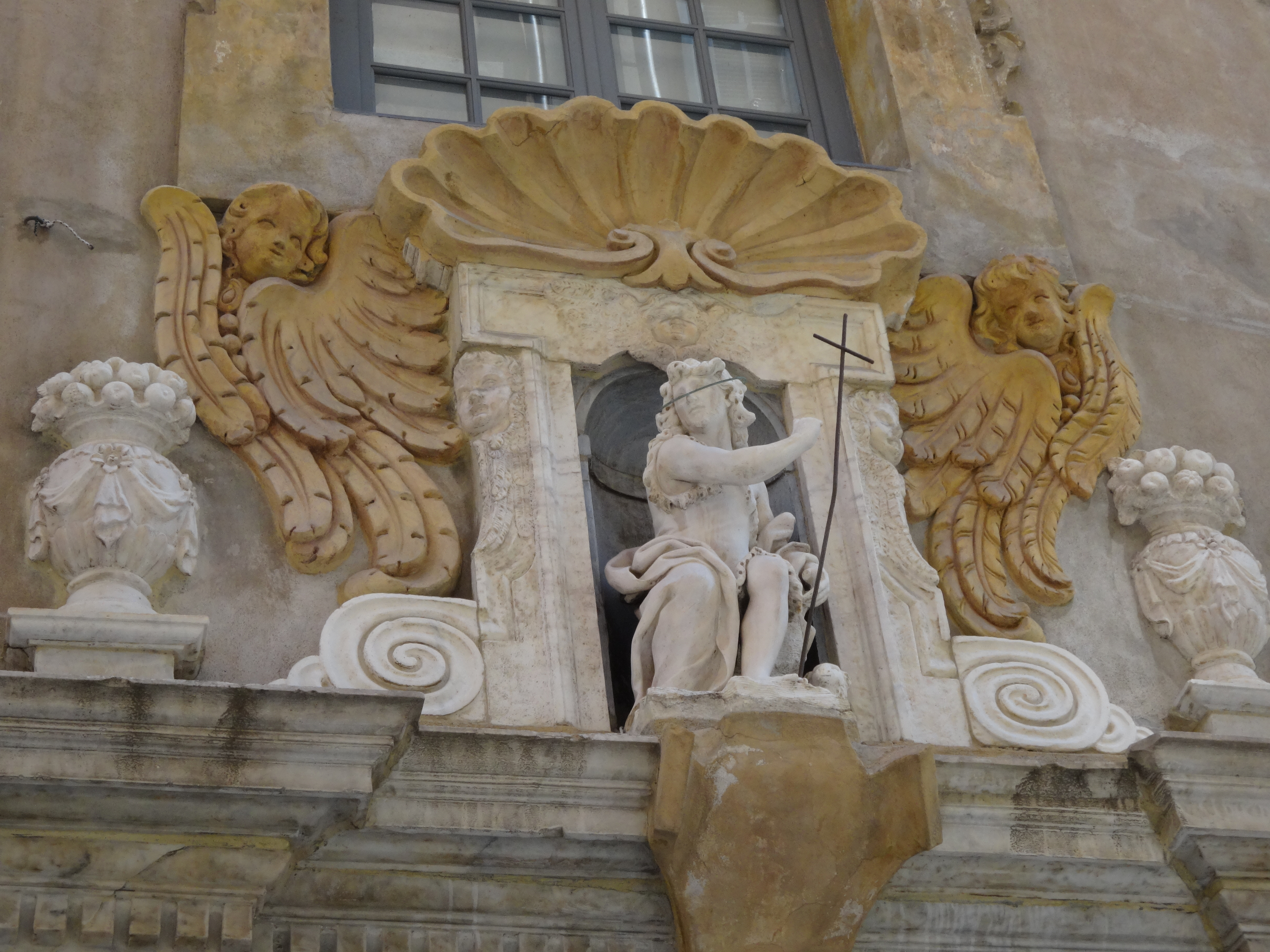
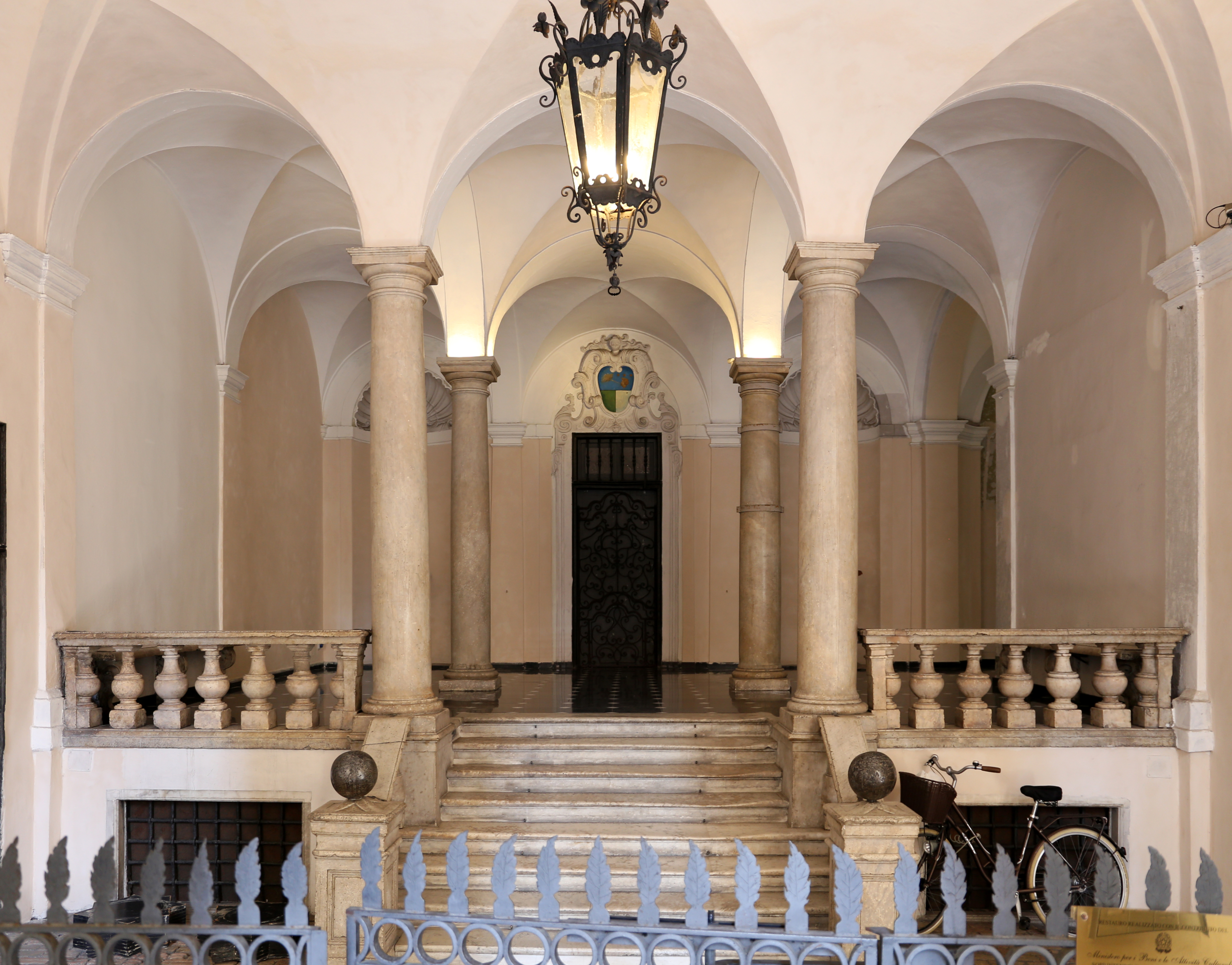
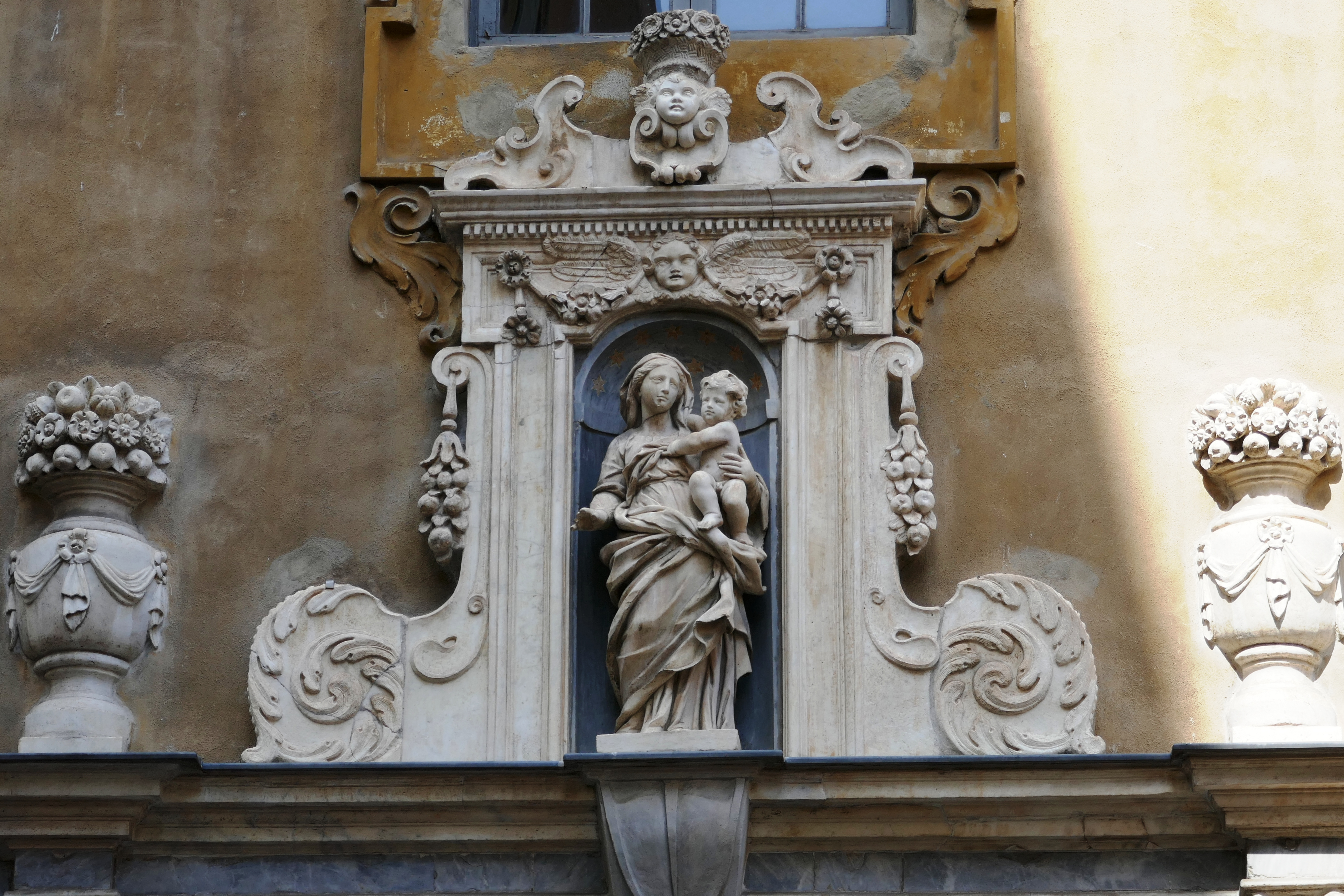